# Городской район (Москва)
Городско́й райо́н — центральный район города Москвы с 1917 по 1922 годы. Охватывал территорию Городского, трёх Тверских, трёх Мясницких, двух Арбатских, двух Сретенских и двух Яузских комиссариатских участков.
Население — около 365 тысяч человек. В районе располагались: Кремль, Моссовет, Городская дума, Градоначальство, Центральный телеграф и другие важные инфраструктурные объекты. Дислоцированы 192-й (Спасские казармы), 251-й и 56-й (Покровские казармы) пехотные запасные полки. 175 предприятий торговли и обслуживания.
Упразднён в 1922 году.